# El silencio (álbum)
El Silencio es el tercer álbum de estudio de la banda de rock alternativo mexicano Caifanes, lanzada el 29 de mayo de 1992. En ocasiones es juzgado como la obra cumbre de la agrupación. Este disco es considerado un verdadero clásico, ya que contiene gran parte de los temas más representativos de la banda, interpretados en su formación como quinteto.
En este disco el uso de fusiones entre rock alternativo, música mexicana y latina se extiende a una gran cantidad de piezas. 
Los temas promovidos como sencillos fueron «Nubes» (también promovido como un video musical dirigido por Ángel Flores-Torres), «Para que no digas que no pienso en ti» y «No dejes que...».   
Esta pieza de arte, forma parte de la lista de Los 100 discos que debes tener antes del fin del mundo, publicada en 2012 por Sony Music.  

"Ahí el grupo vivía otras circunstancias. Inclusive, personalmente. Era un momento extraño. Estábamos algo aislados, ya empezaba a haber como una especie de separación entre nosotros. No nos dábamos cuenta, pero estaba latente. Entonces, para mí, la única forma de plantear el disco era el silencio. Todo mundo pensaba muchas cosas, pero nadie se decía lo que quería. Hicimos el disco y estuvo padrísimo, pero fue de esos discos duros. Pero todavía había ganas de hacerlo, había amor. "Nos vamos juntos", la compuse para ellos. Pase lo que pase, vámonos. Todavía había esos momentos mágicos.

"No dejes que...", también fue como un grito de auxilio, quizá más íntimo. Pero viene la continuación de "Amárrate...", que es "Vamos a hacer un Silencio", directamente. Que es otra canción medio amorfa, pero que está ahí. Y empezamos a meternos en cuestionamientos más directos como "El Comunicador", "Miércoles de Ceniza", "Tortuga". Fue un disco muy padre, porque reafirma lo de El diablito."
Saúl Hernández.

## Concepto
Fue grabado, ideado y producido en un momento en el cual la banda pasaba por un ambiente de tensión y precisamente de "silencio". Muchas de las canciones hacen referencia a las transformaciones, los cambios y las dificultades, tales como: «Metamorféame», «No dejes que...», «Nos vamos juntos», «Miércoles de Ceniza», «Vamos a hacer un silencio», entre otras. 
Es considerado como un álbum conceptual, pues su contenido gira en torno a la situación por la que la banda pasaba.

## Legado e importancia
El Silencio, además de ser considerado el mejor trabajo discográfico de la banda, también es uno de los mejores y más influyentes álbumes del rock mexicano y del rock en español.
Internacionalmente, El Silencio junto a Re de Café Tacvba, Signos y Canción Animal de Soda Stereo, Senderos de Traición y El Espíritu del Vino de Héroes del Silencio, ¿Dónde jugarán las niñas? de la banda Molotov, Artaud de Luis Alberto Spinetta, El Dorado de Aterciopelados, Abraxas de Santana, El Circo de La Maldita Vecindad y Alta suciedad de Andrés Calamaro, está considerado dentro de listas profesionales como uno de los álbumes más influyentes e importantes de la historia del rock en español.
Dentro de las listas profesionales, El Silencio, en su mayoría, figura entre los primeros lugares. También significó el primer álbum de la banda en alcanzar, por sí solo, el millón de copias vendidas.

"Y todo lo que venían gestando desde "chavitos", el hecho de escribir canciones, el hecho de cómo hacer los arreglos en el estudio, se plasma en una obra que tiene de todo: tiene música electrónica, tiene sampleos, tiene rock & roll, y algo que siempre me ha jalado mucho del disco es que tiene música nuestra, suena muy "a nuestro", suena muy a Veracruz, suena a música prehispánica, suenan a arreglos de guitarra que de repente se vuelven "arreglos locos" y se vuelve rock & roll.

Entonces por eso El Silencio es un disco tan diferente; no es algo que en su momento se quería parecer a algo, tal vez Caifanes en su primer disco se querían parecer a The Cure por sus pelos y demás, pero ya en los 90 con su tercer material ellos se querían parecer a ellos mismos, a lo que tenían en mente."
Jorge Rugerio, locutor de radio, 2009.

## Lista de temas
Todas las canciones han sido compuestas por Saúl Hernández, excepto donde se indica.

| N.º | Título                                      | Duración |  |
| 1.  | «Metamorféame»                              | 2:44     |  |
| 2.  | «Nubes»                                     | 4:35     |  |
| 3.  | «Piedra»                                    | 4:34     |  |
| 4.  | «Tortuga»                                   | 4:39     |  |
| 5.  | «Nos vamos juntos»                          | 5:08     |  |
| 6.  | «No dejes que...»                           | 4:40     |  |
| 7.  | «Hasta morir»                               | 3:45     |  |
| 8.  | «Debajo de tu piel»                         | 3:31     |  |
| 9.  | «Estás dormida» (Alejandro Marcovich)       | 3:38     |  |
| 10. | «Miércoles de ceniza»                       | 4:53     |  |
| 11. | «El comunicador»                            | 4:56     |  |
| 12. | «Para que no digas que no pienso en ti»     | 3:56     |  |
| 13. | «Vamos a hacer un silencio»                 | 5:16     |  |
| 14. | «Mariquita (bonus track)» (dominio público) | 1:56     |  |

## Videoclips
- Nubes (lanzado en 1992)
- Debajo De Tu Piel (inédito)
- Miercoles De Ceniza (lanzado en 1992)
- Para Que No Digas Que No Pienso En Ti (inédito)
- No Dejes Que (lanzado en 1993)
- Hasta Morir (inédito)
- Metamorfeame (lanzado en 1993, con Stuart Hamm en reemplazo de Sabo Romo)

## Miembros

#### Caifanes
- Saúl Hernández – Guitarra y voz.
- Diego Herrera – Teclados, saxofón, percusión y jarana.
- Sabo Romo – Bajo y guitarra acústica.
- Alfonso André – Batería y percusión.
- Alejandro Marcovich – Guitarra, guitarra solista y líder, ebow y requinto jarocho.

#### Colaboradores
- Adrian Belew – solo de guitarra en "Piedra".